# Record de Tunisie du 100 mètres (athlétisme)
Pour les articles homonymes, voir Record de Tunisie du 100 mètres.
Le record de Tunisie du 100 m est actuellement détenu par Toumi Badreddine chez les hommes, en 10 s 41, et par Awatef Hamrouni chez les femmes, en 11 s 68.

## Hommes
| Athlète          | Performance | Club         | Lieu      | Date            |
| ---------------- | ----------- | ------------ | --------- | --------------- |
| Toumi Badreddine | 10 s 38     | MTG Mannheim | Nuremberg | 25 juillet 2015 |

## Femmes
| Athlète         | Performance | Club                    | Lieu  | Date        |
| --------------- | ----------- | ----------------------- | ----- | ----------- |
| Awatef Hamrouni | 11 s 68     | Athletic Club de Sousse | Alger | 8 juin 2000 |